# دوروثي دونبار بروملي
دوروثي دونبار بروملي (بالإنجليزية: Dorothy Dunbar Bromley)‏ هي صحفية أمريكية، ولدت في 25 ديسمبر 1896، وتوفيت في 3 يناير 1986 بسبب ذات الرئة.